# Cirsium turkestanicum
Cirsium turkestanicum là một loài thực vật có hoa trong họ Cúc. Loài này được (Regel) Petr. mô tả khoa học đầu tiên năm 1910.